# Politique dans le Gers
Le département français du Gers est un département créé le 4 mars 1790 en application de la loi du 22 décembre 1789, à partir de  l'ancienne province de Gascogne. Les 461 actuelles communes, dont presque toutes sont regroupées en intercommunalités, sont organisées en 17 cantons permettant d'élire les conseillers départementaux. La représentation dans les instances régionales est quant à elle assurée par six conseillers régionaux. Le département est également découpé en 2 circonscriptions législatives, et est représenté au niveau national par deux députés et deux sénateurs. 

## Représentation politique et administrative

### Préfets et arrondissements

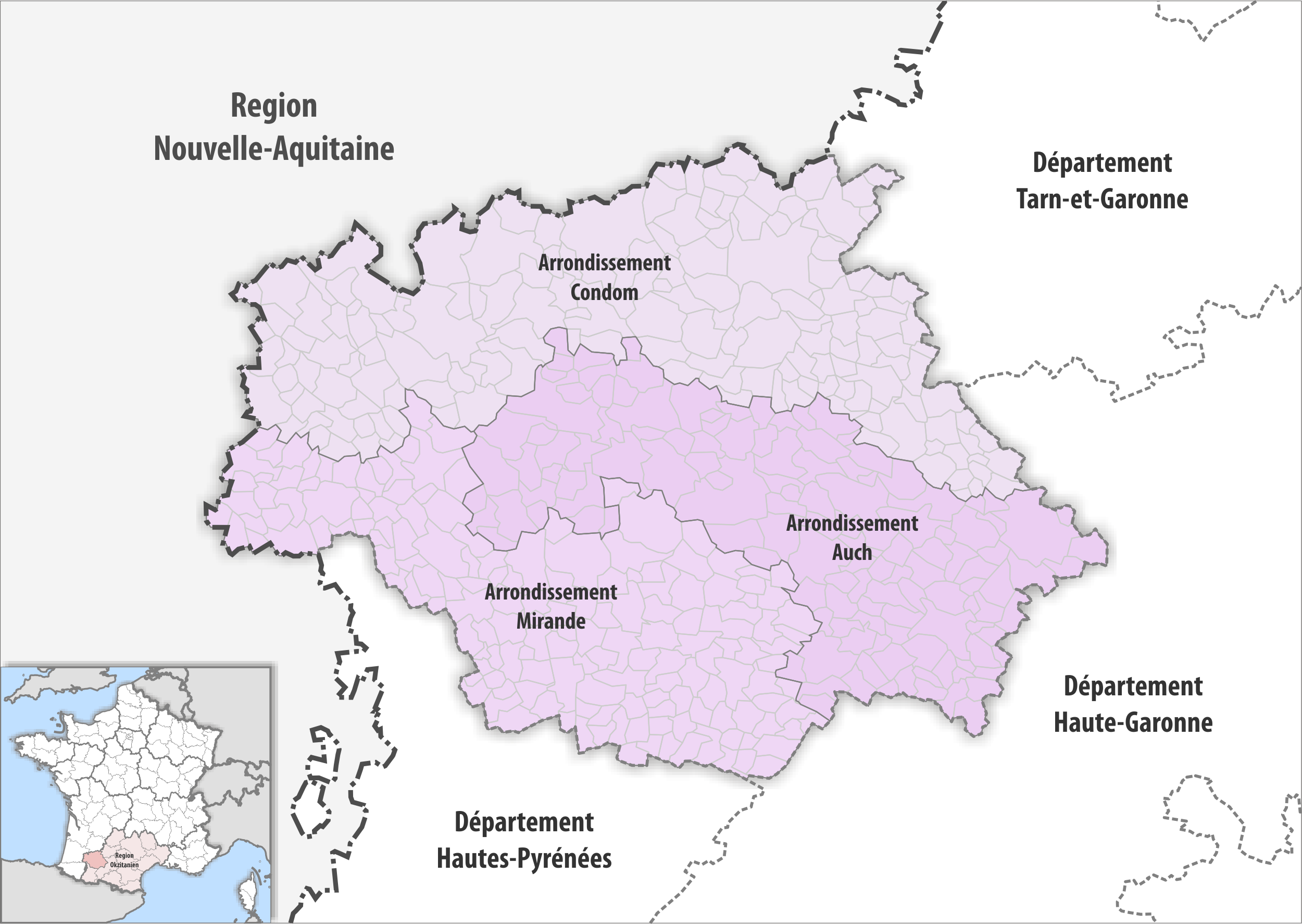
Arrondissements

La préfecture du Gers est localisée à Auch. Le département possède en outre deux sous-préfectures à Condom et Mirande. Jusqu'en 1926, deux sous-préfectures supplémentaires étaient situées à Lectoure et Lombez.

### Députés et circonscriptions législatives

Circonscriptions et affiliations à l'issue des élections de 2024.

| Circ. | Nom                 |  | Parti | Groupe                                           | Suppléant      |
| ----- | ------------------- |  | ----- | ------------------------------------------------ | -------------- |
| 1re   | Jean-René Cazeneuve |  | RE    | Ensemble pour la République                      | Hélène Coomans |
| 2e    | David Taupiac       |  | PS    | Libertés, indépendants, outre-mer et territoires | Carole Rolando |

### Sénateurs
| Nom             |  | Parti | Groupe                                | Autres mandats (passés ou actuels) |
| --------------- |  | ----- | ------------------------------------- | ---------------------------------- |
| Alain Duffourg  |  | UDI   | Union centriste                       |                                    |
| Franck Montaugé |  | PS    | Socialiste, écologiste et républicain |                                    |

### Conseillers départementaux

Cantons et affiliations à l'issue des élections de 2021.

| Canton                | Conseiller Sortant          | Parti | Parti | Conseiller Élu         | Parti | Parti |
| --------------------- | --------------------------- | ----- | ----- | ---------------------- | ----- | ----- |
| Adour-Gersoise        | Hélène Coomans              |       | DVD   | René Castets           |       | DVD   |
| Adour-Gersoise        | Christophe Terrain          |       | UDI   | Chantal Sarniguet      |       | DVD   |
| Armagnac-Ténarèze     | Patricia Esperon            |       | LR    | Patricia Esperon       |       | LR    |
| Armagnac-Ténarèze     | Michel Gabas                |       | LR    | Michel Gabas           |       | LR    |
| Astarac-Gimone        | Françoise Casalé            |       | PS    | Françoise Casalé       |       | PS    |
| Astarac-Gimone        | Jean-Pierre Salers          |       | PS    | Jean-Pierre Salers     |       | PS    |
| Auch-1                | Chantal Dejean-Dupèbe       |       | PS    | Michaël Aurora         |       | PS    |
| Auch-1                | Christian Laprébende        |       | PS    | Chantal Dejean-Dupèbe  |       | PS    |
| Auch-2                | Laurence Labedan            |       | PS    | Charline Dumont        |       | PS    |
| Auch-2                | Jérôme Samalens             |       | PS    | Jérôme Sémalens        |       | PS    |
| Auch-3                | Claude Bourdil              |       | PS    | Camille Bonne          |       | DVG   |
| Auch-3                | Cathy Daste-Leplus          |       | PS    | Cathy Daste-Leplus     |       | PS    |
| Baïse-Armagnac        | Marie-Thérèse Broca-Lannaud |       | PS    | Élodie Lanave          |       | PS    |
| Baïse-Armagnac        | Philippe Martin             |       | PS    | Philippe Martin        |       | PS    |
| Fezensac              | Marie-Martine Dalla-Barba   |       | DVD   | Benoit Desenlis        |       | LMR   |
| Fezensac              | Robert Frairet              |       | DVD   | Emeline Lafon          |       | LR    |
| Fleurance-Lomagne     | Charlette Boué              |       | PRG   | Charlette Boué         |       | PRG   |
| Fleurance-Lomagne     | Bernard Gendre              |       | PS    | Bernard Gendre         |       | PS    |
| Gascogne-Auscitaine   | Bernard Ksaz                |       | PS    | Bernard Ksaz           |       | PS    |
| Gascogne-Auscitaine   | Lydie Toison                |       | PS    | Lydie Toison           |       | PS    |
| Gimone-Arrats         | Philippe Dupouy             |       | PS    | Philippe Dupouy        |       | PS    |
| Gimone-Arrats         | Hélène Rozis Le Breton      |       | PS    | Hélène Rozis Le Breton |       | PS    |
| Grand-Bas-Armagnac    | Vincent Gouanelle           |       | LR    | Vincent Gouanelle      |       | LR    |
| Grand-Bas-Armagnac    | Isabelle Tintané            |       | LR    | Isabelle Tintané       |       | LR    |
| L'Isle-Jourdain       | Christine Ducarrouge        |       | LR    | Christine Ducarrouge   |       | LR    |
| L'Isle-Jourdain       | Francis Larroque            |       | DVD   | Francis Larroque       |       | DVD   |
| Lectoure-Lomagne      | Xavier Ballenghien          |       | LR    | Xavier Ballenghien     |       | LR    |
| Lectoure-Lomagne      | Valérie Manissol            |       | DVD   | Valérie Manissol       |       | DVD   |
| Mirande-Astarac       | Francis Dupouey             |       | PS    | Francis Dupouey        |       | PS    |
| Mirande-Astarac       | Céline Salles               |       | PS    | Céline Salles          |       | PS    |
| Pardiac-Rivière-Basse | Nathalie Barrouillet        |       | PS    | Nathalie Barrouillet   |       | PS    |
| Pardiac-Rivière-Basse | Gérard Castet               |       | MRC   | Gérard Castet          |       | MRC   |
| Val de Save           | Jean-Pierre Cot             |       | PRG   | Jean-Pierre Cot        |       | PRG   |
| Val de Save           | Yvette Ribes                |       | PS    | Yvette Ribes           |       | PS    |

### Conseillers régionaux
Présidence : Carole Delga (Haute-Garonne)
|            | Parti | Siège |
| ---------- | ----- | ----- |
| Majorité   |       |       |
|            | PS    | 2     |
|            | PRG   | 1     |
|            | PC    | 1     |
| Opposition |       |       |
|            | RN    | 1     |
|            | LR    | 1     |

### Maires

Carte des 491 communes du Gers au 1er janvier 2022.

| Commune         | Maire                   |  | Parti | Élection | Population |
| --------------- | ----------------------- |  | ----- | -------- | ---------- |
| Auch            | Christian Laprebende    |  | PS    | 2017     | 21 871     |
| Condom          | Jean-François Rousse    |  | DVD   | 2020     | 6 925      |
| Fleurance       | Ronny Guardia-Mazzoleni |  | DVG   | 2020     | 6 292      |
| L'Isle-Jourdain | Francis Idrac           |  | PS    | 2014     | 7 356      |